# José Coderch Planas
José Coderch Planas, kat. Josep Coderch i Planas (ur. 17 marca 1947 w Castelló d’Empúries, zm. 10 kwietnia 2005 w Gironie) – hiszpański polityk i dyplomata, ambasador Hiszpanii w Bułgarii i Brazylii, od 1987 do 1989 poseł do Parlamentu Europejskiego II kadencji.

## Życiorys
Ukończył prawo na Uniwersytecie Barcelońskim oraz politologię na Uniwersytecie Complutense w Madrycie. Zaangażował się w działalność polityczną w ramach Unii Demokratycznego Centrum, został jego liderem w prowincji Girona. Od 1974 był szefem gabinetu ministra spraw zagranicznych, zaś od 1977 pełnił analogiczną funkcję w kancelarii premiera Adolfo Suáreza. Między listopadem 1980 a lutym 1981 pozostawał gubernatorem cywilnym prowincji Barcelona, następnie pracował w hiszpańskiej ambasadzie w Argentynie.
W 1982 przeszedł do Centrum Demokratycznego i Społecznego, z jego listy w 1987 wybrano go posłem do Parlamentu Europejskiego. Od września do listopada 1987 należał do technicznej frakcji niezrzeszonych, w pozostałych okresach nie należał do żadnej grupy. Został członkiem m.in. Komisji ds. Rolnictwa, Rybołówstwa i Rozwoju Wsi oraz Delegacji ds. stosunków z państwami Maszreku. Później powrócił do służby dyplomatycznej. Zajmował stanowiska konsula generalnego Hiszpanii w Amsterdamie (od 1989), ambasadora w Bułgarii (1997–2001) oraz Brazylii (2001–2004); w 1996 był też wyznaczony na ambasadora na Kubie (odrzuconego przez władze kraju). W międzyczasie kierował także sprawami zagranicznymi w ramach Komitetu Organizacyjnego Igrzysk Olimpijskich 1992 oraz krajową szkołą dla dyplomatów (1994–1996).
Pośmiertnie odznaczony Orderem Zasługi Cywilnej (2005).